# (29361) Botticelli
(29361) Botticelli est un astéroïde de la ceinture principale.

## Description
(29361) Botticelli est un astéroïde de la ceinture principale. Il fut découvert le 9 février 1996 à Colleverde par Vincenzo Silvano Casulli. Il présente une orbite caractérisée par un demi-grand axe de 2,29 UA, une excentricité de 0,09 et une inclinaison de 6,2° par rapport à l'écliptique.

## Compléments